# Sigtuna församling

Församlingsvapen

Sigtuna församling är en församling i Upplands södra kontrakt i Uppsala stift. Församlingen ligger i Sigtuna kommun i Stockholms län. Församlingen utgör ett eget pastorat.

## Administrativ historik
Församlingen har medeltida ursprung som under medeltiden hade namnet S:t Lars församling. Församlingen utökades den 1 januari 2002 då Haga, S:t Olofs och S:t Pers församlingar införlivades.

### Pastorat
- Medeltiden: Församlingen utgjorde ett eget pastorat.[2]
- Från medeltiden till 1 maj 1920: Moderförsamling i pastoratet Sigtuna, S:t Per och S:t Olof.[2]
- 1 maj 1920 till 1 januari 1962: Moderförsamling i pastoratet Sigtuna, S:t Per, S:t Olof, Haga och Vassunda.[2]
- 1 januari 1962 till 1 januari 2002: Moderförsamling i pastoratet Sigtuna, S:t Per, S:t Olof och Haga.[2]
- Från 1 januari 2002: Församlingen utgör ett eget pastorat.

## Areal
Sigtuna församling omfattade den 1 januari 1952 en areal av 4,61 km², varav 4,61 km² land. Efter nymätningar och arealberäkningar färdiga den 1 januari 1955 omfattade församlingen den 1 januari 1961 en areal av 4,67 km², varav 4,67 km² land.

## Series pastorum
| År        | Namn                  | Anmärkning                                     |
| --------- | --------------------- | ---------------------------------------------- |
| 1304      | Johannes              |                                                |
| 1329      | Andreas               |                                                |
| 1330      | Johannes              |                                                |
| 1589      | Olaus Olai Helsingius | En av de första lutherska prästerna i Sigtuna. |
| 1929–1956 | Eric Boon             |                                                |
| 1956–1969 | Einar Råberger        |                                                |
| 1969–1985 | Gunnar Weman          | Svenska kyrkans ärkebiskop (1993–1997).        |
| 1985–1989 | Arved Arfvedsson      |                                                |
| 1989–1998 | Per Larsson           |                                                |
| 1998–2011 | Mikael Klefbeck       |                                                |
| 2011–2012 | Benny Helgesson       |                                                |
| 2016–     | Jakob Tronêt          |                                                |

## Organister
| Ämbetstid | Namn | Levnadstid | Övrigt  |
| --------- | ---- | ---------- | ------- |
| 1964      | –    | –          | Vakant. |

## Kyrkobyggnader
- Mariakyrkan
- Haga kyrka
- Olov Hartmans studiokyrka
- S:t Olofs kyrkoruin
- S:t Pers kyrkoruin
- Sankt Lars kyrkoruin